# Куварица Дора
Дора Питерсон Фридмен (енгл. Doris Peterson Freedman), раније називана Дорис, је измишљени лик из цртане серије Симпсонови, којој глас позајмљује Трес Мекнејл Дорис ради у основној школи Спрингфилда, као куварица и лекарка.